# Au ZH
| ZH ist das Kürzel für den Kanton Zürich in der Schweiz. Es wird verwendet, um Verwechslungen mit anderen Einträgen des Namens Au zu vermeiden. |

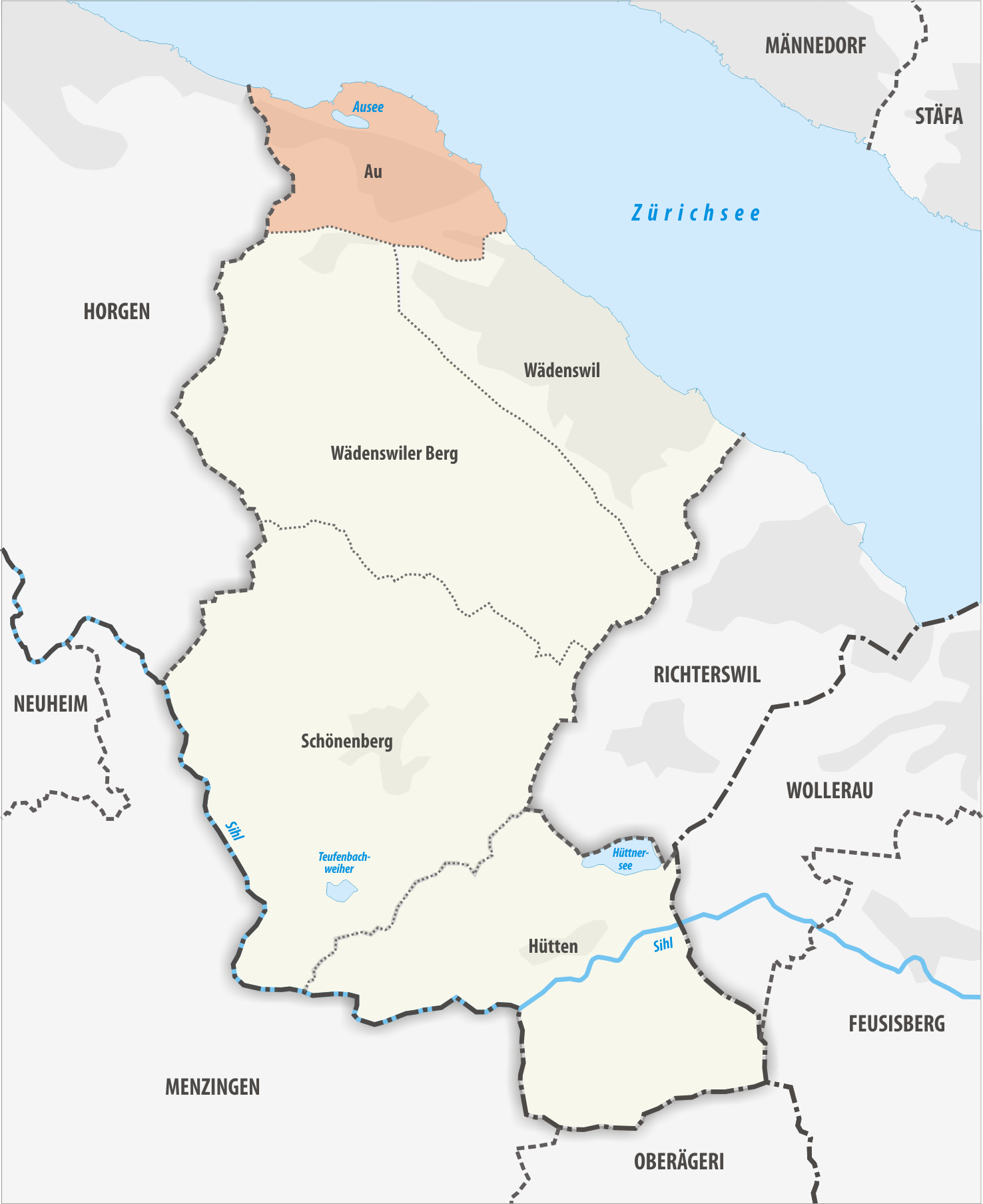
Ortsteil Au in der Gemeinde Wädenswil

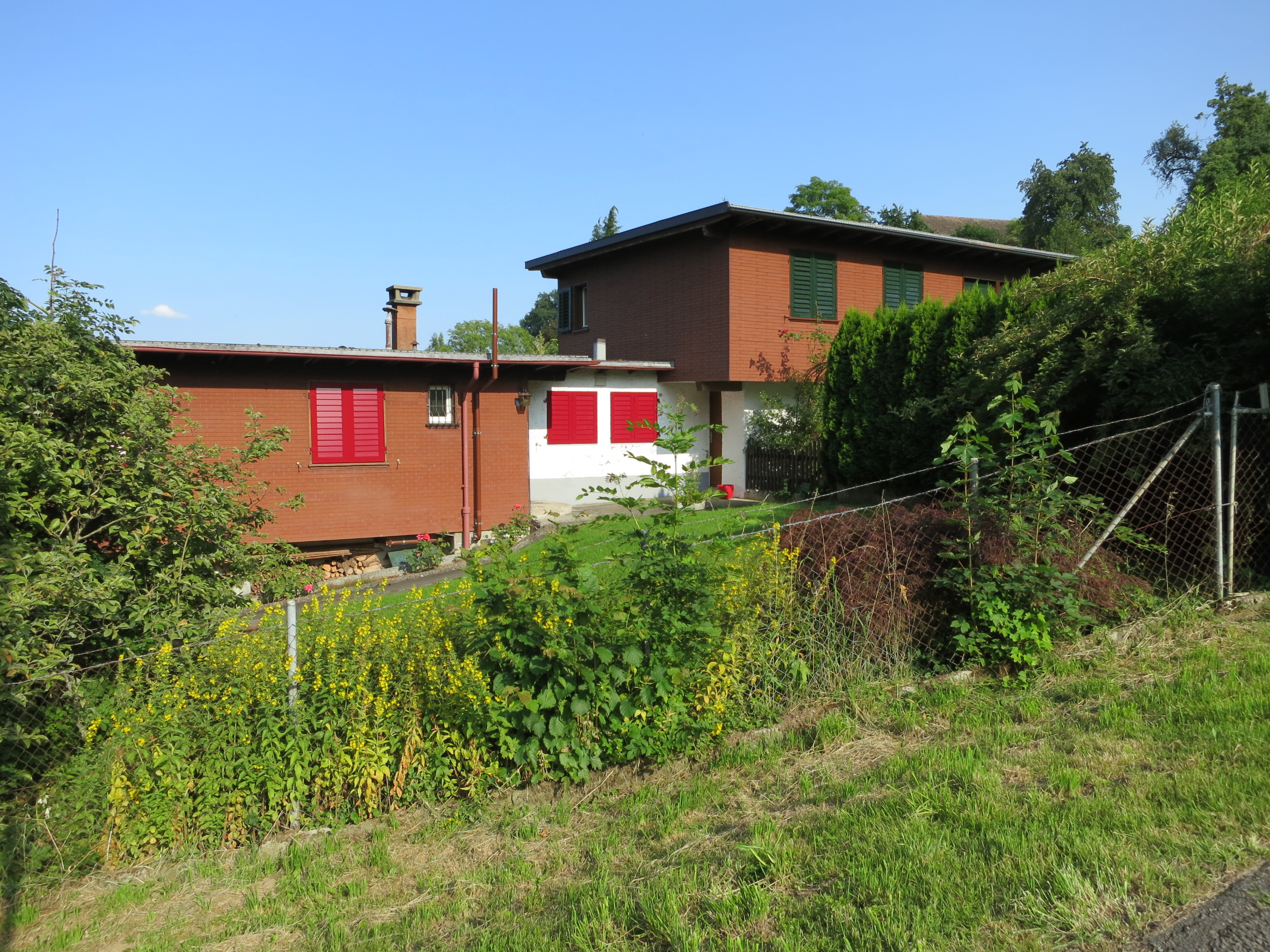
Mustersiedlung Gwad

Au ist eine Ortschaft und ein Ortsteil der politischen Gemeinde Wädenswil im Kanton Zürich in der Schweiz.

## Geografie
Die Au liegt im Nordwesten Wädenswils am Zürichsee und verfügt über einen Bahnhof an der Bahnlinie Zürich–Chur. Bis 1925 war sie eine selbständige Schulgemeinde.
Die Au besteht aus den Teilen Oberort, Mittelort und Unterort sowie aus der gleichnamigen Halbinsel, auf die der Ortsname zurückgeht. Sie wurde 1316 erstmals urkundlich als «Owe» erwähnt. Älter ist die seit 1130 überlieferte Bezeichnung Naglikon, die heute nur noch als Flurname dient.
Die Halbinsel Au ist ein beliebtes Ausflugsziel am Zürichsee.

## Geschichte und Kultur

Luftbild aus 250 m von Walter Mittelholzer (1919)

Die Überreste einer prähistorischen Pfahlbausiedlung im Zürichsee bei der Vorderen Au sind Teil des UNESCO-Weltkulturerbes Prähistorische Pfahlbauten um die Alpen.
Bis ins 20. Jahrhundert war die Au stark landwirtschaftlich geprägt. Erst nach dem Zweiten Weltkrieg setzte ein starkes Wachstum ein, sodass Industriezonen und grosse Wohnsiedlungen entstanden. Die 1943 von Hans Fischli und Oskar Stock errichtete so genannte Mustersiedlung Gwad umfasst 48 Wohnhäuser. Sie zählt zu den frühesten und bedeutendsten Zeugnissen öffentlich geförderten Bauens im Kanton Zürich. Die katholische und die reformierte Kirchgemeinde Wädenswil verfügen beide über ein Kirchengebäude im Ortsteil Au.

## Bevölkerung
Die Au besitzt einen eigenen Quartierverein, der sich um die Interessen der Bevölkerung der Au sorgt. Durch regelmässige Treffen mit der Stadtregierung Wädenswils kann eine Durchsetzung dieser Interessen gewährleistet werden. Präsidentschaft: 2002–2020 Paul Meier ab 2020 Nadine Putscher.

## Verkehr
Der Ortsteil Au liegt an der Bahnlinie Zürich–Chur und wird von der S-Bahn-Linie S 8 Winterthur – Wallisellen – Zürich HB – Thalwil – Pfäffikon SZ  des Zürcher Verkehrsverbunds direkt erschlossen. Am Wochenende verkehrt im ZVV-Nachtnetz die SN8 Pfäffikon ZH – Wallisellen – Zürich HB – Thalwil – Lachen . Viele Einwohner des Ortsteils nutzen auch die guten Busverbindungen nach Wädenswil mit seinem grossen Verkehrsangebot (vgl. hier). Die Au wird mit den Buslinien 121 und 122 mit Wädenswil verbunden, mit der Buslinie 121 auch mit Horgen. Über den Zürichsee verkehren von der Halbinsel Au aus Kursschiffverbindungen.
Die Autobahn A3 Zürich–Chur, die Seestrasse sowie die Hirzelpassstrasse Richtung Sihlbrugg erschliessen die Au für den Individualverkehr.

## Sehenswürdigkeiten
- Liste der Kulturgüter in Wädenswil (enthält auch Kulturgüter der Ortschaft Au ZH)
- Schloss Au
- Vorder Au
- Weinbaumuseum Au

Kirchen
- Die reformierte Kirchgemeinde verfügt in der Au seit 1972 über den Kirchenpavillon Au mit freistehendem Glockenturm von Josef Riklin.
- Im Jahr 2003 wurde in der Au die katholische Kapelle Bruder Klaus eingeweiht. Sie ist die derzeit (Stand 2014) jüngste Bruder-Klaus-Kirche in der Schweiz.

## Persönlichkeiten
- Otto Meyer-Amden (1885–1933), Schweizer Maler und Grafiker, verbrachte seine letzten Tage 1933 auf der Halbinsel im Chalet Maiacher bei
- Hermann Huber (1888–1967), Schweizer Maler, Grafiker und Freskant, mit Familie und Otto Meyer auf der Halbinsel im Chalet Maiacher, 1933
- Bruno Ganz (1941–2019), Film- und Bühnenschauspieler, verbrachte die letzten Lebensjahre in der Au, hier verstorben